# Eupithecia albibisecta
Eupithecia albibisecta là một loài bướm đêm trong họ Geometridae.